# 함양 구 임업시험장 하동·함양지장
함양 구 임업시험장 하동·함양지장은 대한민국 경상남도 함양군 함양읍에 있는 일제강점기의 건축물이다. 2002년 5월 31일 대한민국의 국가등록문화재 제37호로 지정되었다.

## 개요
이 건물은 일본근대건축형성기에 정규교육을 받이 않은 일본의 민간기술자가 나름대로 이해한 서양건축양식을 일본전통건축과의 접목으로 시도한 양식으로 판단되므로 학술적 연구대상으로 보존할 가치가 높다.

## 같이 보기
- 함양국유림관리소

## 참고 자료
- 함양 구 임업시험장 하동·함양지장 - 국가유산청 국가유산포털